# Amelia Elizabeth Walden Award
Der Amelia Elizabeth Walden Award (kurz auch: Walden Award) ist ein Literaturpreis, mit dem die Assembly on Literature for Adolescents der amerikanischen Englischlehrer-Vereinigung National Council of Teachers of English alljährlich herausragende Werke der Jugendliteratur auszeichnet.
Der Preis wird seit 2009 verliehen und erinnert an Amelia Elizabeth Walden (1909–2002), die als Pionierin in der Förderung der Jugendliteratur sowie als Autorin von Jugendbüchern hervorgetreten ist. Neben amerikanischen Arbeiten können auch Arbeiten ausgezeichnet werden, die zuvor im Ausland publiziert worden sind; Voraussetzung ist allerdings das Vorliegen auch einer amerikanischen Ausgabe.
Neben dem Michael L. Printz Award ist der Walden Award einer der bedeutendsten Jugendliteraturpreise der Vereinigten Staaten.

## Preisträger
| Jahr | Autor                                       | Titel                                                               |             |
| ---- | ------------------------------------------- | ------------------------------------------------------------------- | ----------- |
| 2009 | Steve Kluger, USA                           | My Most Excellent Year: A Novel of Love, Mary Poppins & Fenway Park | Preisträger |
| 2009 | Jacqueline Woodson                          | After Tupac and D Foster                                            | Nominiert   |
| 2009 | Kristin Cashore, USA                        | Graceling                                                           | Nominiert   |
| 2009 | Neil Gaiman                                 | The Graveyard Book                                                  | Nominiert   |
| 2009 | Jenny Valentine                             | Me, the Missing, and the Dead                                       | Nominiert   |
| 2010 | Kristin Cashore, USA                        | Fire                                                                | Preisträger |
| 2010 | Francisco X. Stork, USA                     | Marcelo in the Real World                                           | Nominiert   |
| 2010 | Rick Yancey                                 | The Monstrumologist                                                 | Nominiert   |
| 2010 | Justina Chen Headley                        | North of Beautiful                                                  | Nominiert   |
| 2010 | Jill S. Alexander                           | The Sweetheart of Prosper County                                    | Nominiert   |
| 2011 | Francisco X. Stork, USA                     | The Last Summer of the Death Warriors                               | Preisträger |
| 2011 | Jordan Sonnenblick                          | After Ever After                                                    | Nominiert   |
| 2011 | Matt de la Peña                             | I Will Save You                                                     | Nominiert   |
| 2011 | Matthew Quick                               | Sorta Like a Rockstar                                               | Nominiert   |
| 2011 | Kristen Chandler                            | Wolves, Boys, & Other Things That Might Kill Me                     | Nominiert   |
| 2012 | Lauren Myracle, USA                         | Shine                                                               | Preisträger |
| 2012 | Robert Sharenow, USA                        | Berlin Boxing Club                                                  | Nominiert   |
| 2012 | Moira Young                                 | Blood Red Road                                                      | Nominiert   |
| 2012 | Ruta Sepetys                                | Between Shades of Gray                                              | Nominiert   |
| 2012 | Guadalupe Garcia McCall                     | Under the Mesquite                                                  | Nominiert   |
| 2013 | John Green, USA                             | The Fault in Our Stars                                              | Preisträger |
| 2013 | Benjamin Alire Sáenz                        | Aristotle and Dante Discover the Secrets of the Universe            | Nominiert   |
| 2013 | A. S. King, USA                             | Ask the Passengers                                                  | Nominiert   |
| 2013 | Eliot Schrefer                              | Endangered                                                          | Nominiert   |
| 2014 | Rainbow Rowell, USA                         | Eleanor & Park                                                      | Preisträger |
| 2014 | Patrick Flores-Scott                        | Jumped In                                                           | Nominiert   |
| 2014 | Sylvia Whitman                              | The Milk of Birds                                                   | Nominiert   |
| 2014 | Bill Konigsberg                             | Openly Straight                                                     | Nominiert   |
| 2014 | Andrew A. Smith                             | Winger                                                              | Nominiert   |
| 2015 | A. S. King, USA                             | Glory O'Brien's History of the Future                               | Preisträger |
| 2015 | Michael Williams                            | Diamond Boy                                                         | Nominiert   |
| 2015 | Isabel Quintero                             | Gabi, A Girl in Pieces                                              | Nominiert   |
| 2015 | Laurie Halse Anderson                       | The Impossible Knife of Memory                                      | Nominiert   |
| 2015 | Deborah Wiles                               | Revolution (The Sixties Trilogy)                                    | Nominiert   |
| 2016 | Jason Reynolds und Brendan Kiely, beide USA | All American Boys                                                   | Preisträger |
| 2016 | Jennifer Niven                              | All the Bright Places                                               | Nominiert   |
| 2016 | Neal Shusterman                             | Challenger Deep                                                     | Nominiert   |
| 2016 | Ashley Hope Pérez                           | Out of Darkness                                                     | Nominiert   |
| 2016 | Ryan Graudin                                | Wolf by Wolf                                                        | Nominiert   |
| 2017 | Jeff Zentner, USA                           | The Serpent King                                                    | Preisträger |
| 2017 | Kathleen Glasgow                            | Girl in Pieces                                                      | Nominiert   |
| 2017 | Bonnie-Sue Hitchcock                        | The Smell of Other People's Houses                                  | Nominiert   |
| 2017 | Ruta Sepetys                                | Salt to the Sea                                                     | Nominiert   |
| 2017 | Nicola Yoon                                 | The sun is also a star                                              | Nominiert   |
| 2018 | Angie Thomas, USA                           | The Hate U Give                                                     | Preisträger |
| 2018 | Nic Stone                                   | Dear Martin                                                         | Nominiert   |
| 2018 | Jason Reynolds, USA                         | Long Way Down                                                       | Nominiert   |
| 2018 | Amy Reed                                    | The Nowhere Girls                                                   | Nominiert   |
| 2018 | Melanie Crowder                             | An Uninterrupted View of the Sky                                    | Nominiert   |

- Sieger 2019: The Poet X von Elizabeth Acevedo
- Nominierte 2019:
  - The Apocalypse of Elena Mendoza von Shaun David Hutchinson
  - Darius the Great is Not Okay von Adib Khorram
  - Blood, Water, Paint von Joy McCullough
  - The Astonishing Color of After von Emily X. R. Pan